# Tanacetum petrareum
Tanacetum petrareum — вид рослин з роду пижмо (Tanacetum) й родини айстрових (Asteraceae); ендемік Сіньцзяну.

## Опис
Напівчагарник заввишки ≈ 35 см; старі гілки сірі; молоді гілки набувають пурпурно-червоного кольору, малозапушені або голі. Нижні листки на ніжках ≈ 1.5 см і мають пластини яйцеподібні, зворотнояйцеподібні або зворотноланцетні, 2–4 × 1.4–2.5 см, 2-перисто-частинні, обидві поверхні голі; первинні бічні частки 2- або 3-парні; кінцеві бічні частки 1-парні, косо трикутні. Дистальні листки перисті, дрібні. Квіткові голови по 1–3 у суцвітті. Язичкові квітки рожеві, верхівка 2-зубчаста. Сім'янки ≈ 2 мм. Період цвітіння й плодоношення: серпень.

## Середовище проживання
Ендемік Сіньцзяну (Китай). Росте на скелях гірських схилів.